# Sphaeropsis parca
Sphaeropsis parca är en svampart som beskrevs av Berk. & Broome 1850. Sphaeropsis parca ingår i släktet Sphaeropsis, divisionen sporsäcksvampar och riket svampar.   Inga underarter finns listade i Catalogue of Life.